# Stethoperma flavovittata
Stethoperma flavovittata là một loài bọ cánh cứng trong họ Cerambycidae.